# Retour à Cedar Cove
Retour à Cedar Cove (Cedar Cove) est une série télévisée américaine composée d'un téléfilm de 90 minutes et de 35 épisodes de 42 minutes créée par Bruce Graham, basée sur la série de romans du même titre par Debbie Macomber et diffusée entre le 20 juillet 2013 et le 26 septembre 2015 sur Hallmark Channel et au Canada sur W Network.
En France, le téléfilm pilote a été diffusé le 3 novembre 2014 sur TF1. Au Québec, la série est diffusée depuis le 28 mai 2015 sur Séries+ ; en Suisse depuis le 12 juin 2017 sur RTS Un et en Belgique sur La Une puis sur RTL Play.

## Synopsis
Olivia Lockhart est juge dans la petite ville de Cedar Cove. Mère célibataire, Olivia fait face à la mort de son fils. Elle fait la rencontre de Jack Griffith, un ancien alcoolique qui débarque dans la petite ville. La fille d'Olivia, Justine, a un rendez-vous galant avec Warren Saget, un riche promoteur immobilier qui prévoit de démolir le célèbre phare du village.

## Distribution

### Acteurs principaux
- Andie MacDowell (VF : Odile Cohen ; VQ : Élise Bertrand) : Olivia Lockhart
- Dylan Neal (VF : Philippe Vincent ; VQ : Antoine Durand) : Jack Griffith
- Teryl Rothery (VQ : Nathalie Coupal) : Grace Sherman
- Sarah Smyth (en) (VF : Ingrid Donnadieu ; VQ : Kim Jalabert) : Justine Lockhart
- Timothy Webber (VQ : Jean-Luc Montminy) : Moon
- Bruce Boxleitner (VQ : Sylvain Hétu) : Bob Beldon
- Barbara Niven (VQ : Claudine Chatel) : Peggy Beldon
- Elyse Levesque (VQ : Eloisa Cervantes) : Maryellen Sherman (saisons 1 et 3 - invitée saison 2)
- Brennan Elliott (VF : Marc Saez ; VQ : Patrick Chouinard) : Warren Saget (saisons 2 et 3 - récurrent saison 1)
- Tom Stevens (VQ : Maxime Desjardins) : Eric Griffith (saison 2 - récurrent saisons 1 et 3)
- Sebastian Spence (VQ : Paul Sarrasin) : Cliff Harting (saisons 2 et 3 - récurrent saison 1)
- Jesse Hutch (VQ : David Laurin) : Luke Bailey (saisons 2 et 3)
- Cameron Bancroft (VQ : Gilbert Lachance) : Will Jeffers (saison 3 - récurrent saisons 1 et 2)
- Tom Butler (VQ : Benoit Rousseau) : Buck Saget (saison 3)
- Colin Ferguson (VQ : Marc-André Bélanger) : Paul Watson (saison 3)

### Anciens acteurs principaux
- Paula Shaw (VF : Cathy Cerdà ; VQ : Chantal Baril) : Charlotte Jeffers (saison 1)
- Greyston Holt (pilote) (VF : Jean-François Cros) / Corey Sevier (VQ : Adrien Bletton) : Seth Gunderson (saisons 1 et 2)
- Katharine Isabelle (pilote) (VF : Barbara Beretta) / Emily Tennant : Cecilia Rendall (saison 2 - récurrente saison 3, invitée saison 1)

### Acteurs récurrents
- Hayley Sales : Shelly (saisons 1 à 3)
- Andrew Airlie : Stan Lockhart (saison 1)
- Garry Chalk (VF : Philippe Dumond) : Shérif Troy Davis (saisons 1 et 2)
- Matreya Fedor (en) : Allison Weston (saisons 1 et 2)
- Charlie Carrick (es) : John Bowman (saisons 1 et 2)
- Jesse Moss : Ian Rendall (saisons 1 et 2)
- Mike Dopud : Roy Macafee (saisons 2 et 3)
- Julia Benson : Jeri Drake (saisons 2 et 3)
- Rebecca Marshall : Alex Baldwin (saisons 2 et 3)
- Cindy Busby : Rebecca Jennings (saisons 2 et 3)
- Sarah-Jane Redmond : Corrie Macafee (saison 3)

 Source et légende : version française (VF) sur RS Doublage
 Source et légende : version québécoise (VQ) sur Doublage.qc.ca

## Production
Le pilote a été commandé en mars 2012.
La série est annulée courant novembre 2015 par Hallmark. L'annonce est faite sur sa page Facebook en toute discrétion.

### Casting
Le casting principal débute fin mai 2012 avec Andie MacDowell et Dylan Neal dans les rôles titre.
En avril 2013, Teryl Rothery est promue à la distribution principale, suivie le mois suivant par Bruce Boxleitner et Barbara Niven.
En octobre 2013, Brennan Elliott a été promu à la distribution principale pour la deuxième saison.
En mars 2015, Colin Ferguson décroche le rôle récurrent du District Attorney Paul Watson pour la troisième saison.

### Tournage
Le tournage de la première saison s'est déroulé du 23 mars au 23 juillet 2013 à Vancouver en Colombie-Britannique, la deuxième saison a débuté le 31 mars 2014, et la troisième saison a débuté le 30 mars 2015.

## Épisodes

### Première saison (2013)
Elle a été diffusée du 20 juillet au 12 octobre 2013.
1. Retour à Cedar Cove (Pilot) (épisode de 90 minutes)
2. Une maison divisée (A House Divided)
3. Réunion (Reunion)
4. Esprits suspicieux (Suspicious Minds)
5. Pour le bien des enfants (For the Sake of the Children)
6. Esprits libres (Free Spirits)
7. Aide demandée (Help Wanted)
8. Et le gagnant est... (And The Winner Is...)
9. Vieilles flammes, nouvelles étincelles (Old Flames, New Sparks)
10. Conflits d'intérêts (Conflicts of Interest)
11. Front orageux (Stormfront)
12. Une nouvelle vie (A New Life)
13. Retour à la maison (Homecoming)

### Deuxième saison (2014)
Le 30 septembre 2013, la série a été renouvelée pour une deuxième saison diffusée du 19 juillet au 4 octobre 2014.
1. Lâcher prise - Partie 1 (Letting Go: Part One)
2. Lâcher prise - Partie 2 (Letting Go: Part Two)
3. Relations (Relations and Relationships)
4. Vieilles blessures (Old Wounds)
5. Recommencer à zéro (Starting Over)
6. Epreuves et tribulations (Trials and Tribulations)
7. Un jour à la fois - Partie 1 (One Day at a Time)
8. Un jour à la fois - Partie 2 (Something Wicked This Way Comes)
9. Point de non-retour (Point of No Return)
10. Secrets et mensonges (Secrets and Lies)
11. Tenir le coup (Stand and Deliver)
12. Résolutions et révélations (Resolutions and Revelations)

### Troisième saison (2015)
Le 29 septembre 2014, la série a été renouvelée pour une troisième saison diffusée du 18 juillet au 26 septembre 2015.
1. Le jour d'après (Hello Again, Part 1)
2. Nouveau départ (Hello Again, Part 2)
3. Une main tendue (A Helping Hand)
4. Il faut que ça change (Something's Gotta Give)
5. Devine qui vient dîner (Guess Who's Coming to Dinner)
6. Guerre civile (Civil War)
7. Coup de circuit (Batter Up)
8. Faux-fuyant (Runaway)
9. De bonne guerre (The Good Fight)
10. Question d'engagement (Engagements)
11. Apprendre à se connaître - Partie 1 (Getting To Know You, Part 1)
12. Apprendre à se connaître - Partie 2 (Getting To Know You, Part 2)